# Ёсино (бронепалубный крейсер)
«Ёсино» (яп. 吉野) — японский бронепалубный крейсер 2-го класса. Название крейсера происходит от императорской резиденции и горы Йосино. Название Иосино закрепилось в русскоязычной военно-исторической литературе. Построен в Великобритании компанией «Армстронг», принадлежал к так называемым «элсвикским» крейсерам.

## Командиры корабля
- капитан 1-го ранга Кавахара Ёити[яп.] — с 20 мая 1893 года по 6 марта 1894 года[3].
- капитан 1-го ранга Мороока Ёриюки[яп.] — с 4 июня 1895 года по 26 ноября 1896 года[3].
- капитан 1-го ранга Симадзаки Ёситада (島崎 好忠) — с 26 ноября 1896 года по 1 декабря 1897 года[3].
- капитан 1-го ранга Уэмура Нагатака (植村 永孚) — с 1 декабря 1897 года по 13 июня 1898 года[3].
- капитан 1-го ранга Тандзи Хироо (丹治 寛雄) — с 13 июня 1898 года по 2 ноября 1899 года[4].
- капитан 1-го ранга Оиноуэ Кюма (大井上 久麿) — с 17 июня 1899 года по 13 февраля 1900 года[4].
- капитан 1-го ранга Сакаи Тадатоси (酒井 忠利) — с 13 февраля 1900 года по 21 января 1901 года[5].
- капитан 1-го ранга Тэрагаки Идзо (寺垣 猪三) — с 4 февраля по 13 февраля 1901 года[6].
- капитан 1-го ранга Мацумото Аринобу (松本 有信) — с 23 апреля 1901 года по 22 апреля 1902 года[7].

## История службы
Во время японо-китайской войны отличился в сражении при Ялу в составе «летучей» эскадры контр-адмирала Кодзо Цубои.
После начала в 1904 году русско-японской войны был включен в состав эскадры, высланной для блокады Порт-Артура.
В марте 1904 года принял участие в первом походе к Владивостоку и обстреле города. В ночь на 15 мая 1904 года, возвращаясь на базу в густом тумане, был протаранен броненосным крейсером «Касуга» близ мыса Шантунг, после чего перевернулся и затонул неподалёку от о-вов Эллиота вместе с большею частью команды (свыше 300 чел.).

## Галерея
- Крейсер «Ёсино» в 1892 году
- Крейсер «Ёсино» в Йокосука в 1896 году